# ليفانتو
ليفانتو هي بلدة إيطالية تقع في مقاطعة لا سبيتسيا في إقليم ليغوريا.